# Jeanette Ottesen
Jeanette Ottesen (født 30. december 1987 i Kongens Lyngby) er en dansk tidligere elitesvømmer, der har opnået at blive verdensmester og europamester. Med sine 50 internationale medaljer er hun den mest vindende af alle Team Danmarks 141 verdensklasseatleter.
Hendes favoritdiscipliner er fri og butterfly.

## Karriere

### Ungdomsårene (2000-2007)
Ottesen startede med at svømme i Lyngby svømmeklub i en alder af 12 år, og som 13-årig deltog hun i sit første internationale mesterskab, Ungdoms OL 2001. Som 16-årig deltog hun i de Olympiske lege i Athen i 2004, hvor det i 100 meter fri blev til en 17.-plads samt med 4 x 100 meter medleyholdet, der opnåede en 9.-plads.
Til EM opnåede hun i 2004 en 4. plads i 50 meter butterfly.
Ved EM i svømning 2006 blev hendes bedste placering en 8.-plads som butterfly-delen af 4 x 100 meter medleyholdet, mens det blev til en 9.-plads i 50 meter butterfly individuelt.

### Internationalt gennembrud (2008-2021)
Hun deltog ved OL i Beijing, hvor hun stillede op i 50 og 100 meter fri samt 100 meter butterfly. Den bedste placering opnåede hun i 100 meter fri, hvor hun blev nr. 5.
Ved EM på kortbane i Rijeka, Kroatien, 2008 vandt Jeanette Ottesen en guldmedalje på 100 meter butterfly, to sølvmedaljer på 50 meter butterfly og 100 meter fri samt en bronzemedalje på 50 meter fri.
Hun deltog ved OL 2008 i 100 meter fri og 100 meter butterfly.
I juli 2011 blev hun verdensmester i Shanghai på 100 meter fri, delt med hviderusseren Aleksandra Herasimenia, der svømmede i nøjagtig samme tid 53,45. Det var blot fire hundrededele af et sekund langsommere, end da hun satte nordisk rekord ved VM i Rom 2009, i øvrigt i en af de nu forbudte svømmedragter.
Det er blot tredje gang, at Danmark vinder guld ved et svømme-VM. Lotte Friis har vundet de to foregående; på 800 meter fri i 2009 og på 1500 meter i 2011.
Ved kortbane-EM i Stettin i Polen 2011 vandt Jeanette Ottesen ikke mindre end seks af de 14 danske medaljer, heraf fire individuelle og to i holdkap.
Hun vandt 50 meter butterfly med en dansk rekord på 24,92 sek og 100-meter butterfly hvor hun svømmede på tiden 56,22 sekunder og førte fra start til slut. Den tredje guldmedalje vandt hun med det danske hold på 4x50 meter medley. Hun var næsthurtigst og vandt sølv på både 100 og 50-meter fri, og hun var den hurtigste af alle 40 finalister, da hun svømmede en sølvmedalje hjem til Danmark i 4x50 meter fri.
Hun blev kåret som Årets Svømmer i Danmark 2011.
Jeanette Ottesen deltog i Sommer-OL 2012 i London. Hun nåede semifinalen i 50 meter fri, finalen i 100 meter fri, hvor hun blev nummer syv og så svømmede hun med i kvindernes 4 x 100 meter medley, hvor de svømmede sig i finalen og endte på en syvende plads.
I juni 2015 blev Ottesen og hendes kæreste overfaldet på Østerbro i København. På grund af overfaldet deltog Ottesen ikke i DM 2015 men stillede op til VM i Rusland 2015 og vandt sølv efter Sarah Sjöström i både 50 og 100 meter butterfly, hvor Sjöström satte henholdsvis ny mesterskabsrekord og ny verdensrekord. Ottesens to sølvmedaljer blev Danmarks bedste resultat ved VM 2015, hvor Danmark blev nummer 18 med to sølv- og to bronzemedaljer.

## Privatliv
Den 13. august 2011 blev hun gift med Bobby William Gray, som hun havde dannet par med i otte år. Parret blev separeret i 2013 og skilt i 2014.
I februar 2017 blev hun forlovet med den engelske svømmer Marco Loughran, som hun havde dannet par med siden 2014. Den 30. juni 2017 afslørede hun på sin blog, at parret ventede deres første barn.
Parret blev gift den 15. juli 2017 ved et overraskelsesbryllup. Den 20. december 2017 fødte hun en datter, Billie.
I december 2022 meddelte Jeanette Ottesen, at hun og Marco Loughran skulle skilles, bare få måneder efter, at de blev forældre til deres andet barn, en søn der fik navnet Harley.
I sommeren 2023 offentliggjorde hun et nyt parforhold med Christian Wahlgreen.